# Liste der Kulturdenkmale in Chemnitz-Schloßchemnitz
Die Liste der Kulturdenkmale in Chemnitz-Schloßchemnitz ist wegen ihrer Länge in folgende Listen aufgeteilt:
- Liste der Kulturdenkmale in Chemnitz-Schloßchemnitz, A–L
- Liste der Kulturdenkmale in Chemnitz-Schloßchemnitz, M–Z